# Sassi e diamanti
Sassi e diamanti è un singolo del rapper italiano Nitro, pubblicato il 15 maggio 2015 come secondo estratto dal secondo album in studio Suicidol.

## La canzone
Sesta traccia dell'album, Sassi e diamanti è stato realizzato dal rapper insieme a Low Kidd in un arco di tempo tra le sei e le sette ore. A detta dello stesso Nitro, il brano è stato «scritto di getto, molto spontaneo e che dunque la gente può ricordarsi a memoria più di altri [brani].»